# پاپ گریگوری چهاردهم

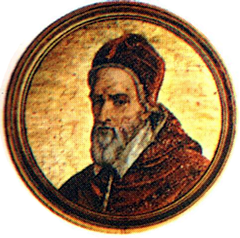

پاپ گریگوری چهاردهم (به انگلیسی: Gregory XIV) (تولد: ۱۱ فوریه ۱۵۳۵ - درگذشت:۱۶ اکتبر ۱۵۹۱)یکی از پاپ‌های کلیسای کاتولیک رم بود که در ایتالیا به دنیا آمد و از ۱۵۹۰ تا ۱۵۹۱ میلادی پاپ بود.